# Église protestante de Hurtigheim
L’église protestante de Hurtigheim est une église paroissiale de l’Union des Églises protestantes d’Alsace et de Lorraine située à Hurtigheim, dans la circonscription administrative du Bas-Rhin, dans la Collectivité européenne d’Alsace.

## Histoire
L’église est mentionnée pour la première fois en 1199, mais existait probablement déjà depuis un certain temps à cette date, d’autant qu’il est possible que cette église ait remplacé une chapelle préexistante. La chapelle comme l’église sont dédiées à saint Michel et dépendent initialement de l’abbaye Saint-Michel de Honau. La paroisse est toutefois au plus tard en 1288 dans l’orbite du grand chapitre de Strasbourg.
L’église est convertie au culte réformé vers 1540, mais cela ne semble pas avoir eu d’impact significatif sur son aspect. Les travaux sont nombreux au cours de l’époque moderne, mais consistent essentiellement en des réparations, par exemple pour remettre en état le clocher après des impacts de foudre en 1618 et 1630 ou pour remplacer la charpente délabrée en 1694. Le mobilier est l’un des principaux poste de dépenses, avec l’achat d’une horloge en 1684, d’une deuxième cloche et d’un nouvel autel en 1700, tandis que le nombre de bancs est augmenté en 1693 et 1793.
Malgré ces augmentations de la capacité de l’église, il devient évident à la fin de XVIIIe siècle que le bâtiment est bien trop petit pour accueillir l’ensemble des fidèles. Toutefois, bien que l’idée de construire un nouveau lieu de culte soit évoquée dès 1797, puis une nouvelle fois en 1822, rien de sérieux n’est entrepris et les interventions se limitent à multiplier les tribunes pour augmenter le nombre de places. Le constat est toujours le même en 1834 lorsque le pasteur Jacques Schneider arrive en poste, avec 180 places pour plus de 400 habitants. Le pasteur note par ailleurs que l’édifice est vétuste, au point que, lorsqu’il pleut, de l’eau coule sur l’autel depuis le plafond.
Le pasteur Schneider tente alors à son tour de faire construire une nouvelle église, mais se heurte rapidement à des difficultés de financement et aux querelles villageoises. En dépit de la persistance du pasteur, ses nombreuses tentatives se soldent par des échecs jusque dans les années 1850. Il parvient toutefois à lancer son projet en 1854, mais se trouve immédiatement confronté à l’opposition de la population au plan de l’architecte Morin, pourtant soutenu par les autorités civiles et religieuses : trop grand, trop cher, comprenant la destruction du clocher que les habitants souhaitent conserver et empiétant sur le cimetière où se trouvent les tombes de familles influentes. Dix ans plus tard, le troisième projet parvient enfin à obtenir l’adhésion de la communauté. Il prévoit la conservation de la tour et la destruction complète du chœur et de la nef pour en construire une plus grande. Toutefois, afin de n’impacter que les tombes de familles pauvres, il n’est pas prévu de construire la nef dans le prolongement de la tour, mais au nord de celle-ci, qui devient de fait un campanile.
L’ancienne nef est rasée en mars 1863 et la première pierre de la nouvelle posée le 23 avril. Le nouvel édifice est inauguré le 22 mai 1864, avec près d’un mois de retard sur la date prévue à l’origine en raison du manque de sérieux de l’entrepreneur, qui a commis des malfaçons, et de l’architecte, qui a oublié de prévoir les escaliers.

## Architecture

### Disposition générale
La disposition contemporaine ne correspond plus à celle de l’édifice médiéval, dont ne subsiste que la tour. À l’origine celle-ci était prolongée à l’est par une nef à vaisseau unique terminée par un chœur quadrangulaire. Après les travaux de 1863-1864, la nef est décalée vers le nord et séparée de la tour par un passage de 75 cm. Au cours des mêmes travaux, le sol intérieur a été exhaussé de cinquante centimètres à un mètre pour le mettre à niveau avec le sol extérieur, opération dont les effets sont surtout visibles dans la tour.

### Clocher
Le clocher est une tour de plan pratiquement carré avec 5,63 m sur les côtés nord et sud pour 5,38 m sur les côtés est et ouest. Il compte en hauteur trois niveaux séparés par des décrochements auxquels s’ajoute un quatrième, qui s’inscrit dans le prolongement du troisième et est très clairement postérieur au reste de la tour. Les murs intérieurs et extérieurs sont couverts d’enduit, mais les chaînages d’angles sont apparents depuis une restauration de 2004.
Le rez-de-chaussée est percé dans sa façade nord d’une porte construite au XIXe siècle. La manière dont se faisait l’accès à l’origine demeure inconnue : un croquis antérieur de peu aux travaux du XIXe siècle montre une porte étroite et décentrée entre la nef et la tour, mais il n’existe pas de certitude quant à l’ancienneté de cet aménagement, qui pourrait être tardif. En revanche, les deux jours percés dans le mur ouest sont d’origine, de même que celui du mur sud. À l’intérieur, les consoles se trouvant dans chaque angle indiquent la présence d’une voûte d’ogive quadripartite disparue, ou à tout le moins d’un projet de voûtement abandonné à un stade avancé.
Le troisième niveau conserve à l’ouest et au nord des baies géminées à colonnette centrale dont les formes sont typiques de la fin du XIe siècle ou du début du XIIe siècle : colonnette tronconique monolithe dont la base présente des angles abattus, chapiteau cubique décoré de motifs en demi-cercle, tailloir en marteau orné de tores aux extrémités. Une baie similaire subsiste côté sud, mais sa colonnette a disparu.

## Vie cultuelle
Au Moyen Âge, l’église est le siège d’un pèlerinage à saint Valentin de Terni, qui est invoqué pour guérir les enfants de l’épilepsie. Pour s’attirer les bonnes grâces du saint, les pèlerins lui offrent notamment des poules noires vivantes et des oignons. Le village passe à la Réforme en 1540, en même temps que ses suzerains, les Zorn de Plobsheim. Le premier pasteur prend possession de l’église en 1541, mais le changement religieux ne met pas fin au pèlerinage, qui reste vivace jusqu’à la fin du XIXe siècle.